# 青海省佛教协会
青海省佛教协会是青海省佛教徒组成的社会团体，成立于1981年8月，受青海省民族宗教事务委员会领导。其最高机构为青海省佛教代表大会。